# 梁兆新
梁兆新（英語：Patrick Leung Siu-sun；1952年10月20日—），男，前香港東區區議會康山選區議員，是公民黨創黨黨員及前港島支部主席。
2000年起，梁兆新於康山選區擔任區議員。2015年區議會選舉，梁兆新擊敗江玉歡成功連任。2019年區議會選舉，梁兆新以3,727票擊敗劉聖雪成功連任。

## 議會問政

### 政府突取消監警會會議

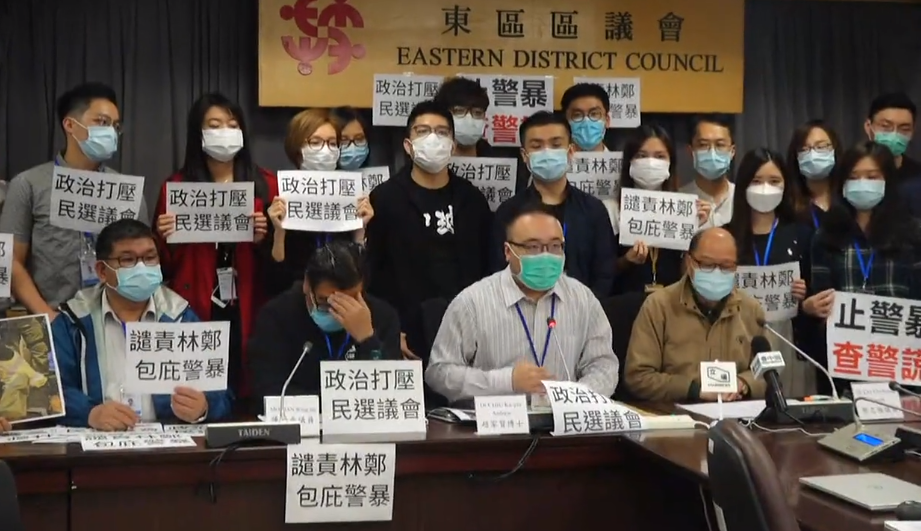
2020年3月10日，東區民主派議員譴責警務處不尊重民選議會 拒派員出席檢警會會議

2020年3月10日，東區區議會原定舉行「檢視警方執法及行動特別委員會」第三次會議，討論多項與反送中運動相關議案，包括要求警方交代8月5日晚上北角衝突中的警力問題、在11月在柴灣發射多次催淚彈的原因、於太古城和西灣河的執法行動等事件。不過民政處在會議當日早上突然向委員會成員發出電郵，稱會議的職權範圍「可能涉及全港性執法事宜」和「收到高層命令」而宣布取消會議。警務處也拒絕派員出席。區議會26名民主派議員批評警權凌駕區議會職能，政府高層打壓區議會。

## 外部連結
- 梁兆新的Facebook專頁

| 議會席位      | 議會席位                          | 議會席位 |
| ------------- | --------------------------------- | -------- |
| 前任： 丁毓珠 | 東區區議員康山選區 2000年1月1日－ | 現任     |